# Jenny Hoch
Anna Jenny Hoch (geb. 1976) ist eine deutsche Redakteurin und Kulturjournalistin. Seit 2019 ist sie Chefredakteurin des Arte Magazins.
Hoch studierte Dramaturgie und beendete ihre Ausbildung an der Deutschen Journalistenschule. Sie arbeitete danach als freie Journalistin für verschiedene Zeitschriften wie die Süddeutsche Zeitung, Die Zeit oder Die Welt. Seit 2006 war sie außerdem Kulturredakteurin bei Spiegel Online, bevor sie im August 2009 als Textchefin zu myself wechselte. Im Juni 2019 löste sie Shila Behjat als Chefredakteurin des Arte Magazins ab.

## Werke
- Gebrauchsanweisung für Korsika. Piper Verlag, München 2014.